# Travis Oates
Travis Oates, född 23 juli 1978, är en amerikansk skådespelare som bland annat gör rösten åt Nasse i Nalle Puh sedan John Fiedlers bortgång år 2005. Han var också en av de ursprungliga co-värdar för det ursprungliga G4TV-programmet Arena, en konkurrenskraftig spel-show med Wil Wheaton år 2002. Han gjorde även rösten åt Larry Fegan i South Park-avsnittet Broadway Bro Down.
Oates äger och förvaltar ACME Comedy Theatre i Costa Mesa, Kalifornien.